# Nairobi
Nairobi [na͜iˈroːbi] ist die Hauptstadt Kenias mit 4.397.073 Einwohnern (Zensus im August 2019), die auf einer Fläche von etwa 704 Quadratkilometern leben. Bis 2010 war Nairobi auch die Hauptstadt einer der acht Provinzen des Landes, heute liegt Nairobi im Nairobi County.
Der Name der Stadt kommt von dem Maa-Ausdruck Engare Nyarobie, was etwa „kühler Fluss“ bedeutet.

## Geographie

### Geographische Lage
Nairobi liegt im Süden Kenias am Fluss Nairobi, einem Nebenfluss der Athi. Auf durchschnittlich 1624 m Höhe errichtet, zählt sie zu den höchstgelegenen Hauptstädten Afrikas. Nairobi liegt knapp südlich des Äquators auf den geografischen Koordinaten Breitengrad 1° 17′ Süd und Längengrad 36° 49′ Ost.

### Klima
Die Stadt liegt in der tropischen Klimazone, hat aber wegen ihrer Höhenlage ein ausgesprochen gemäßigtes Klima. Die durchschnittliche Jahrestemperatur beträgt 19 Grad Celsius, die Jahresniederschlagsmenge 1024,2 Millimeter im Mittel.
Der wärmste Monat ist der März mit durchschnittlich 20,5 Grad Celsius, der kälteste der Juli mit 16,8 Grad Celsius im Mittel. Der meiste Niederschlag fällt im Monat April mit durchschnittlich 219,4 Millimeter, der wenigste im Juli mit 17,5 Millimeter im Mittel.
|                       | Jan  | Feb  | Mär  | Apr   | Mai   | Jun  | Jul  | Aug  | Sep  | Okt  | Nov   | Dez   |   |         |
| Mittl. Tagesmax. (°C) | 24,5 | 25,6 | 25,6 | 24,1  | 22,6  | 21,5 | 20,6 | 21,4 | 23,7 | 24,7 | 23,1  | 23,4  | ⌀ | 23,4    |
| Mittl. Tagesmin. (°C) | 11,5 | 11,6 | 13,1 | 14,0  | 13,2  | 11,0 | 10,1 | 10,2 | 10,5 | 12,5 | 13,1  | 12,6  | ⌀ | 12      |
|                       |      |      |      |       |       |      |      |      |      |      |       |       |   |         |
| Niederschlag (mm)     | 64,1 | 56,5 | 92,8 | 219,4 | 176,6 | 35,0 | 17,5 | 23,5 | 28,3 | 55,3 | 154,2 | 101,0 | Σ | 1.024,2 |
|                       |      |      |      |       |       |      |      |      |      |      |       |       |   |         |
| Sonnenstunden (h/d)   | 9,1  | 9,4  | 8,5  | 6,8   | 5,8   | 5,3  | 4,0  | 4,0  | 5,6  | 6,9  | 6,8   | 8,2   | ⌀ | 6,7     |
|                       |      |      |      |       |       |      |      |      |      |      |       |       |   |         |
| Regentage (d)         | 4    | 5    | 9    | 16    | 13    | 5    | 3    | 4    | 4    | 7    | 15    | 8     | Σ | 93      |
|                       |      |      |      |       |       |      |      |      |      |      |       |       |   |         |
| Luftfeuchtigkeit (%)  | 63   | 57   | 61   | 68    | 73    | 72   | 72   | 67   | 62   | 59   | 70    | 68    | ⌀ | 66      |

| 11,5 |

| 11,6 |

| 13,1 |

| 14,0 |

| 13,2 |

| 11,0 |

| 10,1 |

| 10,2 |

| 10,5 |

| 12,5 |

| 13,1 |

| 12,6 |

| 11,5 |

| 11,6 |

| 13,1 |

| 14,0 |

| 13,2 |

| 11,0 |

| 10,1 |

| 10,2 |

| 10,5 |

| 12,5 |

| 13,1 |

| 12,6 |

### Stadtgliederung

Lageplan, Stadtteile und wichtige Punkte im Zentrum

Die größten Slums von Nairobi

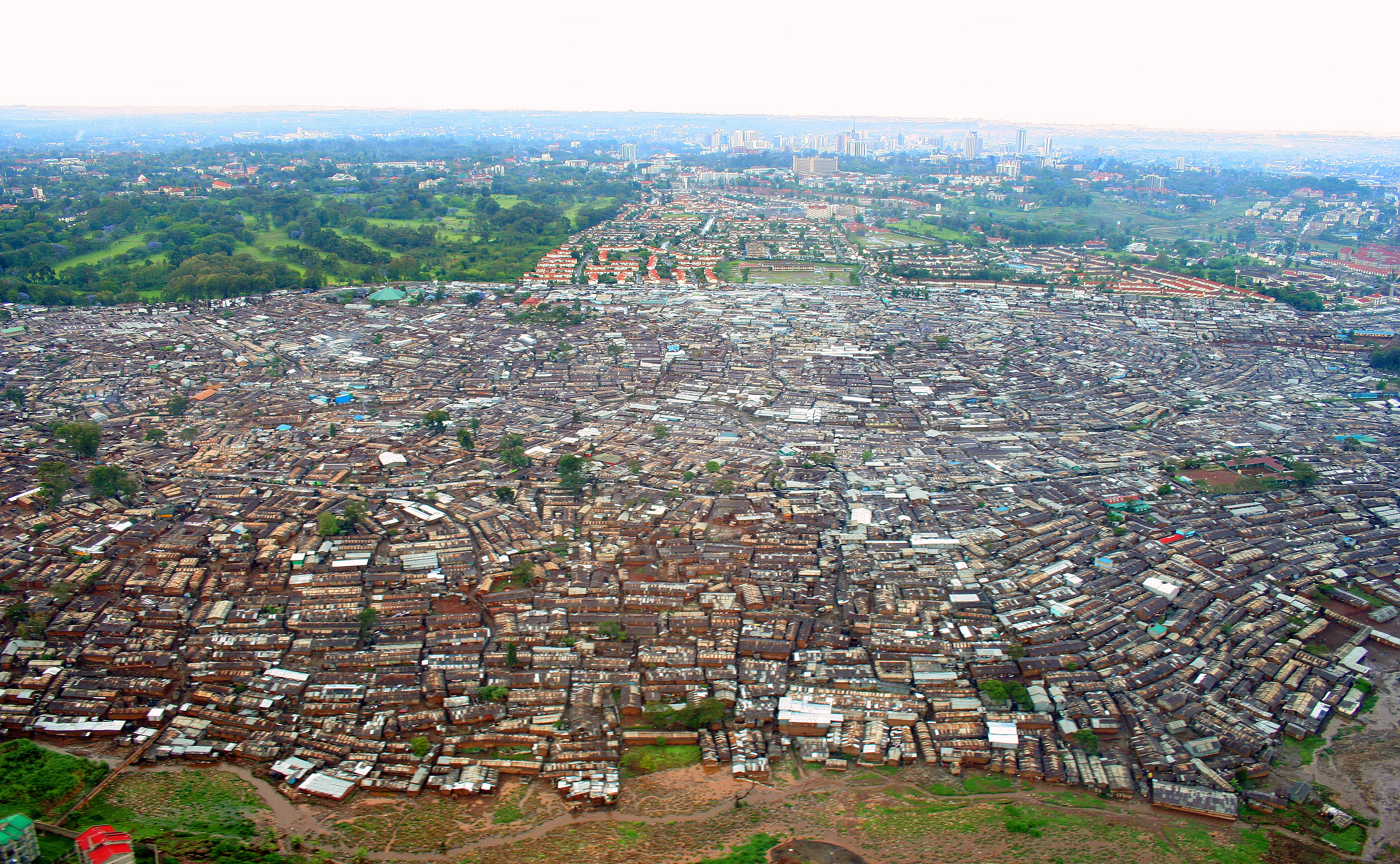
Slum Kibera

Etwa 60 Prozent der Einwohner Nairobis leben in Slums, von denen es mehr als 200 gibt. Im Nordosten der Stadt liegt der älteste Slum der Stadt, gelegen im Mathare Valley. Entlang der Eisenbahnlinie im Südwesten, liegt außerdem der Slum Kibera, mit ca. 200.000 Einwohnern. Frühere Schätzungen, es handele sich um den größten Slum Afrikas, mit bis zu einer Million Einwohnern, wurden mit einer Volkszählung widerlegt. Weitere Slums sind Korogocho und die Ansammlungen in Kariobangi.
Im Süden Nairobis liegt der mondäne Vorort Karen, benannt nach der dänischen Schriftstellerin und Farmerin Karen Blixen, die dort viele Jahre lebte.

## Geschichte
Durch die Ausgrabungen im Bereich der Kantis Fossil Site am Stadtrand von Nairobi ist belegt, dass im Gebiet der Stadt bereits vor rund 3,5 Millionen Jahren Australopithecus afarensis, frühe Vorfahren des Menschen, existierten.
Nairobi entstand aus einem Eisenbahnlager und Versorgungsdepot, das die britische Verwaltung Ugandas 1896 in dem sumpfigen Gebiet im Zentrum Kenias errichtete. Ein Jahr zuvor hatte von Mombasa aus der Bau der Uganda-Bahn begonnen, der die Küste und Uganda miteinander verbinden sollte. Der Ort im Hochland, von Massai und Kikuyu besiedelt, war für das Eisenbahnlager wegen der umliegenden Flüsse und des günstigen Klimas gewählt worden. 1899 verlegte die Verwaltung der Uganda Railways ihr Hauptquartier nach Nairobi, im selben Jahr zog auch die Administration der Ukamba-Provinz von Machakos nach Nairobi. Im Dezember 1901 bildete sich ein erster Stadtrat. Zu dieser Zeit hatte der Ort noch immer den Charakter eines riesigen Zeltcamps, ein Beobachter beschrieb ihn als „den gesetzlosesten und gefährlichsten Ort Afrikas“.
Sechs Jahre später wurde Nairobi zur Hauptstadt des britischen Protektorats Ostafrika (wie die spätere Kolonie Kenia bis 1920 hieß) und löste damit Mombasa ab. Bereits in dieser Phase war sie enorm gewachsen. Mehr als 1200 Weiße lebten inzwischen hier. Nairobi war kommerzielles und kulturelles Zentrum für die wachsende Zahl von europäischen Siedlern im nahen Hochland und Basis für den boomenden Jagdtourismus. Die Errichtung des größten Teils der Gebäude hatte der indische Kaufmann und Bauunternehmer Alibhoy Mulla Jeevanjee übernommen, der sich bereits durch einen Kontrakt mit Uganda Railways über die Verschiffung der indischen Bauarbeiter und deren Versorgung bewährt hatte.
Die Stadt, die eigentlich für die europäischen und indischen Bewohner der Kolonie geplant war, zog aber auch viele Afrikaner an, die von Anbeginn die große Mehrheit der Bewohner stellten. Neben afrikanischen und indischen Bahnarbeitern, die in angelegten Barackenlagern wohnten, siedelten sich sudanesische und somalische Händler und Soldaten an, Träger aus allen Teilen Ostafrikas und die Hilfssoldaten der Kolonialtruppen, vor allem Massai, Nandi und Baganda aus der benachbarten Kolonie. Darüber hinaus zogen zahlreiche Kikuyu aus dem Umland in die Stadt. Sie lebten an den Rändern der Stadt, in illegalen Vierteln, von denen einige schnell abgerissen wurden, andere blieben eine Weile bestehen. 1921 lebten ca. 12.000 Afrikaner in acht verschieden afrikanischen Stadtvierteln, zu denen Mombasa, Masikini, Kaburini, Kariokor und Kibera, Pumwani und Pangani gehörten. In diesen afrikanischen Vierteln entstanden die Ursprünge einer ersten organisierten antikolonialen Bewegung. Insbesondere die Teestuben Panganis in der östlichen Vorstadt und – sonntags – der Sportplatz des Viertels waren Treffpunkte für politisch Aktive, bis Pangani 1938 abgerissen wurde.
Schon früh strömten Zuwanderer in die Stadt Nairobi. Sie siedelten sich oft am Rande der Stadt an, an vielen Stellen bildeten sich so slumartige Zustände. Die Stadt hat eine der weltweit höchsten Kriminalitätsraten.
Anfang der 1990er Jahre wuchs die Opposition der Bevölkerung gegenüber dem kenianischen Präsidenten Daniel arap Moi, was mehrere Unruhen zur Folge hatte. Immer wieder demonstrieren in der Stadt auch die Studenten der Universitäten.

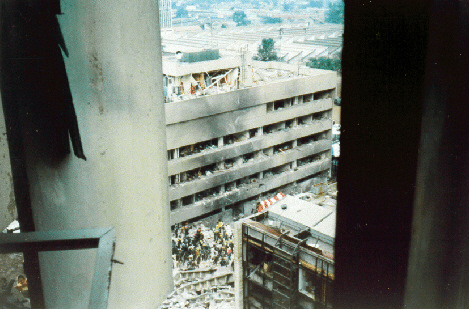
Bombenanschlag auf die US-Botschaft 1998

Am 7. August 1998 wurden bei einem Terroranschlag auf die US-Botschaft in Nairobi 213 Menschen getötet. Heute befindet sich an der Stelle eine grüne Gedenkstätte mit Kapelle.
Im Januar 2007 fand in Nairobi das siebte Weltsozialforum statt, bei dem die Bewohner von Korogocho eine Gelegenheit fanden, die Weltöffentlichkeit auf ihre Lebenssituation aufmerksam zu machen.
Am 21. September 2013 verübten islamistische Extremisten der somalischen Al-Shabaab-Milizen im Stadtteil Westlands einen Überfall auf das Westgate-Einkaufszentrum, bei dem mindestens 68 Menschen ums Leben kamen.
Im August 2025 fand in Nairobi die Wikimania statt.

## Bevölkerung

### Einwohnerentwicklung
Die folgende Übersicht zeigt die Einwohnerzahlen nach dem jeweiligen Gebietsstand.
| Jahr | Einwohner | Jahr | Einwohner |
| ---- | --------- | ---- | --------- |
| 1906 | 11.500    | 1960 | 251.000   |
| 1911 | 14.000    | 1962 | 266.800   |
| 1921 | 24.300    | 1965 | 380.000   |
| 1926 | 29.900    | 1969 | 509.300   |
| 1929 | 32.900    | 1979 | 827.775   |
| 1931 | 47.800    | 1989 | 1.324.570 |
| 1939 | 61.300    | 1995 | 1.810.000 |
| 1944 | 108.900   | 1999 | 2.143.254 |
| 1948 | 119.000   | 2005 | 2.750.561 |
| 1955 | 186.000   | 2009 | 3.138.369 |
| 1957 | 221.700   | 2019 | 4.397.073 |

Für das Jahr 2050 wird mit einer Bevölkerung von 14,2 Millionen Einwohnern in der Agglomeration gerechnet. Nairobi würde damit zu einem der größten Ballungsräume weltweit anwachsen.

### Sprachen
Die am häufigsten gesprochenen Sprachen sind Kiswahili und Englisch. Vor allem in den Slums ist die Jugendsprache Sheng verbreitet.

## Politik

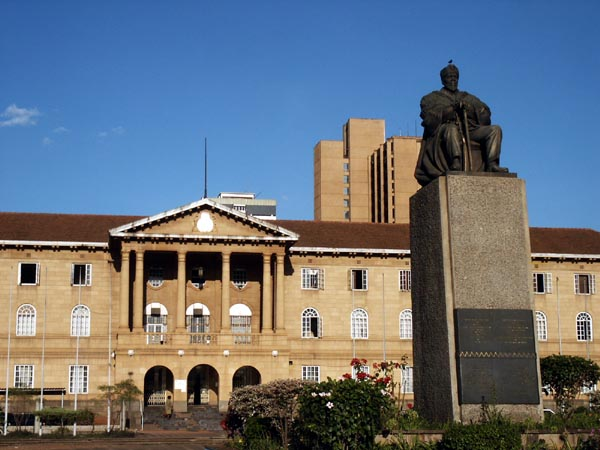
Jomo-Kenyatta-Statue und Oberstes Gericht

### Internationales
Nairobi ist eine stark international geprägte Stadt:
- Nairobi ist eine der vier Städte mit einem Büro der Vereinten Nationen (neben New York, Wien und Genf)
- Das Umweltprogramm der Vereinten Nationen (UNEP) hat sein weltweites Hauptquartier in Nairobi.
- Das Programm der Vereinten Nationen für menschliche Siedlungen (UN-HABITAT) hat sein Welthauptquartier in der kenianischen Hauptstadt.
- Daneben haben 22 weitere regionale Büros von Organisationen der UN oder Stiftungen ihren Sitz in Nairobi, so z. B. die FAO oder UNHCR. Weitere Informationen bietet das Unic-Nairobi (United Nations Information Centre).
- 1996 wurde von den Welthauptquartieren der UNEP und von UN-HABITAT eine gemeinsame Verwaltungsorganisation gegründet, das United Nations Office, Nairobi (UNON).
- Weitere internationale Organisationen oder Medien haben ihre Sitze in Nairobi.

### Städtepartnerschaften
- Denver, USA
- Kapstadt, Südafrika (seit Mai 2023)[11]

## Kultur und Sehenswürdigkeiten

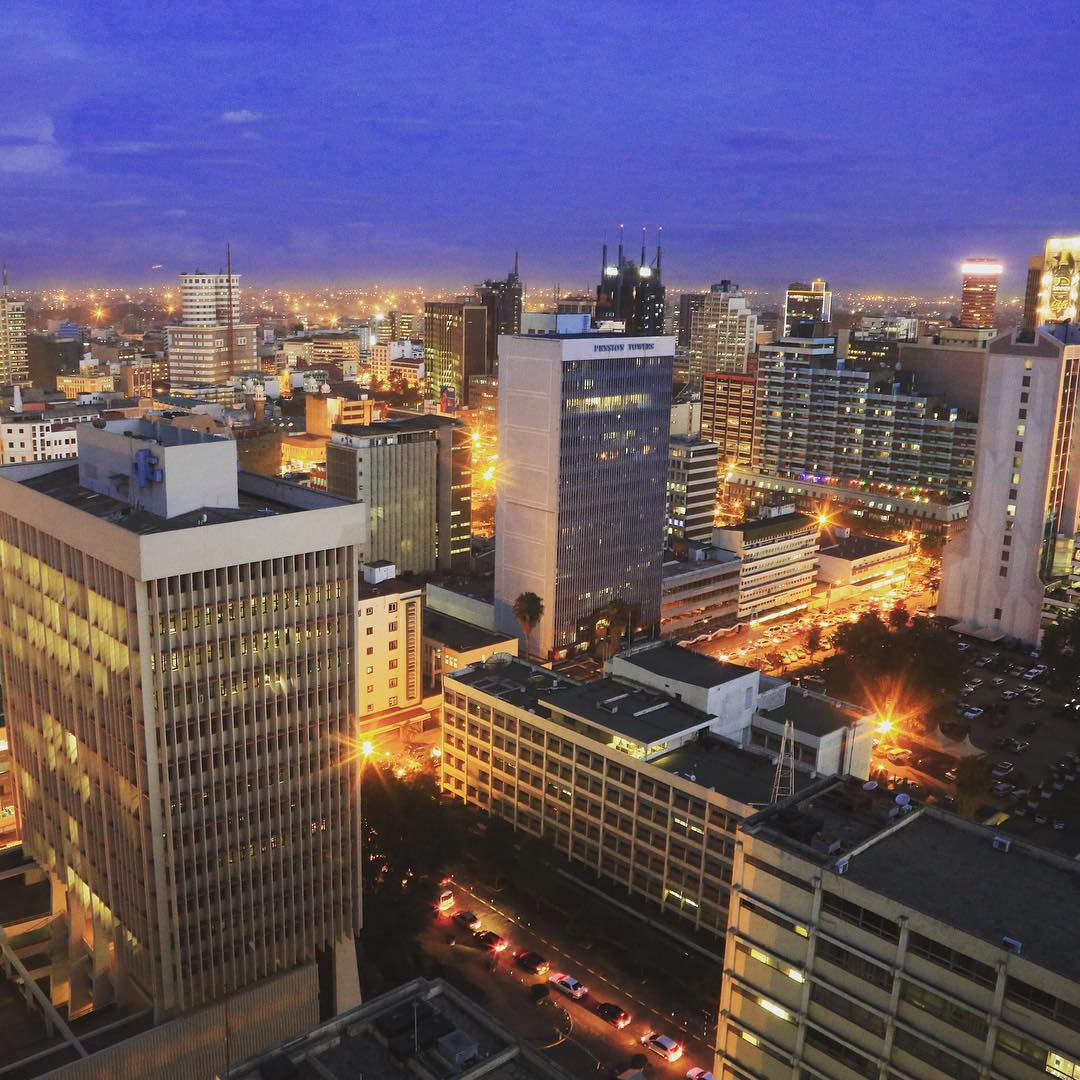
Modernes Nairobi

### Bauwerke
Interessant sind das Nationalmuseum mit einer umfassenden Sammlung zur afrikanischen Frühgeschichte, das Eisenbahnmuseum, das Parlamentsgebäude, das Rathaus, das Gericht sowie das Nationaltheater und die Nationalbibliothek. Das State House bildet die offizielle Residenz des Präsidenten.

### Nairobi-Nationalpark
Der Nairobi-Nationalpark wurde 1946 eröffnet. Der Park ist nur 7 km vom Stadtzentrum entfernt, 120 km² groß und beherbergt eine Vielzahl von Tieren: 80 Säugetierarten sowie über 500 Vogelarten wurden nachgewiesen. Der Park ist an drei Seiten eingezäunt, die 4. Seite wird von dem Fluss Athi begrenzt. Der größte Teil des Parkes besteht aus offener Ebene.
Im Park leben einige der letzten Spitzmaulnashörner sowie Massai-Giraffen, Kaffernbüffel, Buschschweine; Thomson-, Grant-Gazellen, Löwen, Leoparden, Schwarze Panther, Geparden und Hyänen. Die häufigsten Arten im Nairobi-Nationalpark sind Schabrackenschakale, Gnus, Kuhantilopen und Zebras.

### Lang'ata Giraffe Centre
Das Giraffenzentrum „Lang'ata Giraffe Centre“ wird von AFEW (African Fund for Endangered Wildlife) im Stadtteil Lang'ata unterhalten. Insbesondere für Kinder besteht die Hauptattraktion im Füttern von Rothschild-Giraffen „Auge in Auge“ von einem Turm aus. Gegenüber dem Center beginnt ein ca. 1–2 km langer Naturwanderweg in einem ursprünglichen Waldgebiet. Daten zu den Pflanzen und Tieren entlang des Weges kann man entweder aus einer Broschüre oder von einem der Ranger erfahren, welche auch Führungen anbieten.

### Karen Blixen Museum
Im Haus des heutigen Karen Blixen Museums lebte einst die dänische Schriftstellerin Karen Blixen, die durch die Verfilmung ihres Romans Afrika – dunkel lockende Welt unter dem Titel Jenseits von Afrika weltberühmt wurde. Ihr Haus wurde vom kenianischen Staat aufgekauft und ist seit 1986 ein Museum, teilweise mit Originalmöbeln ausgestattet, teilweise aber auch mit Requisiten aus dem Film Jenseits von Afrika. In diesem Wohnhaus einer ehemaligen Kaffee-Plantage (auf deren Gebiet heute der Stadtteil Karen liegt) verbrachte Karen Blixen 14 Jahre, bis ihr Geliebter Denys Finch Hatton starb. Die Farm selbst ging bankrott, weshalb Karen Blixen sie aufgab und wieder nach Dänemark zurückkehrte.

### David Sheldrick Wildlife Trust

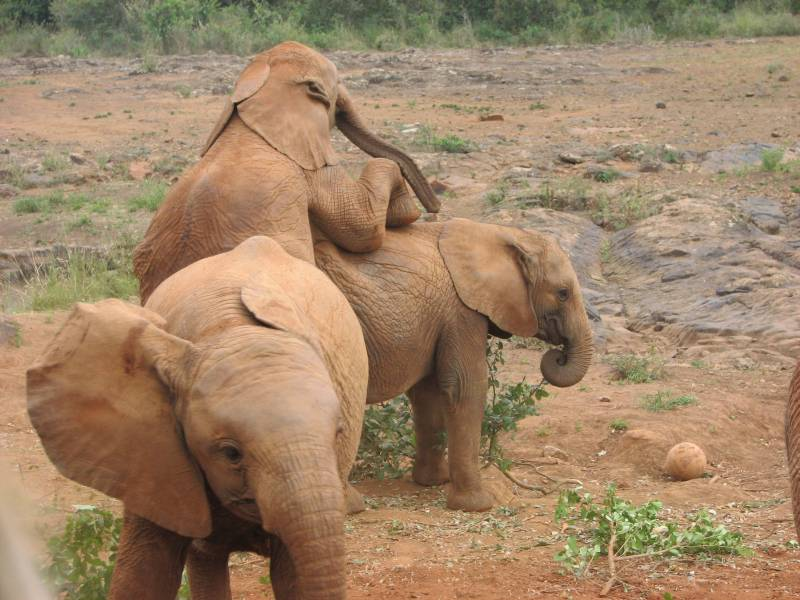
Elefantenwaisen beim Spielen

Das Elefantenwaisenhaus Nairobis befindet sich im Nairobi-Nationalpark und kann über die Magadi Road angefahren werden, wobei die Eintrittsgebühr für den Nationalpark entfällt. Hier werden unter sachkundiger Leitung der Biologin Daphne Sheldrick hauptsächlich Elefanten- aber auch einzelne Nashornbabys aufgezogen, die durch Wilderei oder andere Umstände zu Waisen wurden. Da Besucher die Arbeit der Pfleger und Biologen stark beeinträchtigen, öffnen sich die Pforten für Gäste nur zwischen 11:00 und 12:00 Uhr oder nach Voranmeldung. Hier kann man Elefantenwaisen beim Spielen beobachten, während Pfleger und Biologen Vorträge über Tiere halten.

### Sport
Der Gymkhana Club Ground war einer der Austragungsorte der ICC KnockOut 2000 und des Cricket World Cup 2003.

## Wirtschaft und Infrastruktur

### Wirtschaft
Nairobi erbringt zirka ein Fünftel der gesamten Wirtschaftsleistung von Kenia und einen großen Teil der industriellen Produktion. 2017 lag das BIP pro Kopf im County Nairobi (deckungsgleich mit der Stadt) bei 317.700 Kenia-Schilling (ca. 6.344 Internationale Dollar oder ca. 2.720 Euro). Nairobi ist das Wirtschafts- und Kommunikationszentrum des Landes Kenia, wobei es durch seine hohe Wachstumsrate im afrikanischen Gesamtvergleich auffällt. Die Tech- und Start-up Szene in und um Nairobi wird Silicon Savannah genannt, hier gab es seit 2007 bedeutende Fortschritte.
Bedeutende industrielle Erzeugnisse in Nairobi sind Textilien, Kleidung, Transportmittel, Baustoffe und Nahrungsmittel. Auch hat der Fremdenverkehr in letzter Zeit zugenommen, wodurch diesem eine hohe wirtschaftliche Bedeutung für Nairobi beigemessen wird. Als Automobilproduzent versuchte sich Nyayo Motor Corporation in den 1980ern und '90ern. Doch aufgrund finanzieller Misslage scheiterte das Projekt.
In einer Rangliste der Städte nach ihrer Lebensqualität belegte Nairobi im Jahr 2024 den 191. Platz unter 241 untersuchten Städten weltweit.
Die Stadt ist Hauptsitz der Central Bank of Kenya und der nationalen Wertpapierbörse - der Nairobi Securities Exchange.

### Verkehr
Straßenverkehr
In Nairobi kreuzen sich zwei transafrikanische Straßenrouten:
- Trans-African Highway  (TAH 4), Kairo-Gaborone-Kapstadt-Highway
- Trans-African Highway  (TAH 8), Lagos-Mombasa-Highway

Fast der gesamte Verkehr in Nairobi wird über die Straße abgewickelt, die Eisenbahn spielt kaum eine Rolle. Der Verkehr wird durch sehr wenig Ampeln und nur selten durch Verkehrspolizisten geregelt. Die Fahrspuren sind schmal, nicht markiert und weisen häufig keine Bürgersteige auf. Generell befindet sich die Verkehrsinfrastruktur in einem sehr schlechten Zustand und es kommt zu täglichen, teilweise massiven Staus. Eine mögliche Lösung hierfür könnte das derzeit in Planung befindliche Bus Rapid Transit System darstellen.

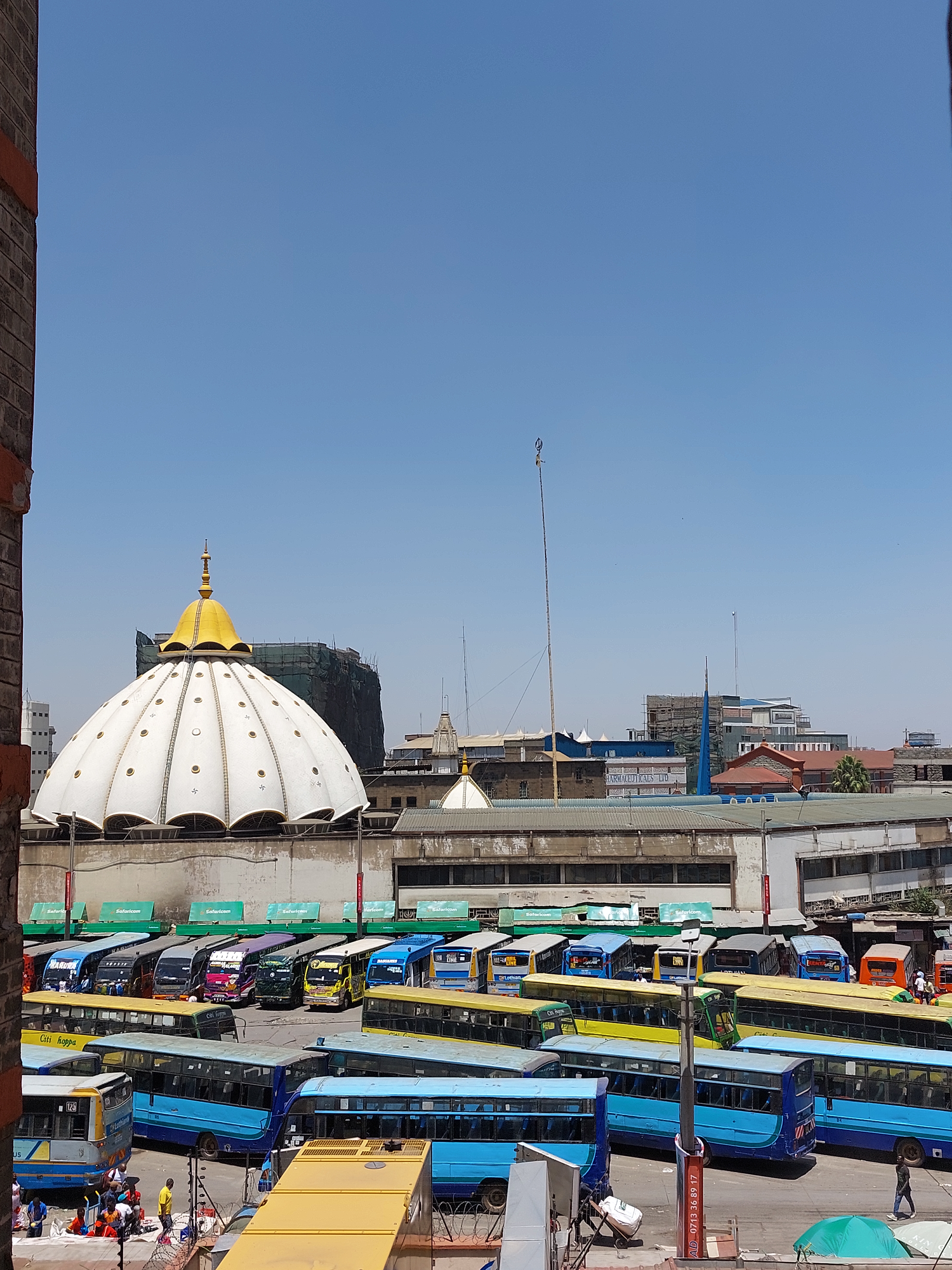
Fernbusse an der Nairobi Central Bus Station

Der Personennahverkehr wird über Busse oder Matatus abgewickelt. Diese fahren teilweise feste Strecken und ermuntern Passanten durch Zuruf zum Mitfahren. Es gibt kaum feste Haltestellen. Für Überlandfahrten existieren eigene Busse, es werden aber auch viele Matatus eingesetzt.
Fernbusverbindungen gibt es von der Nairobi Central Bus Station unter anderem nach Mombasa, Kampala, Tanga, Mwanza und Daressalam.
Schienenverkehr
Kenias Eisenbahn benutzt durchweg die Meterspur von 1000 mm mit verschiedenen Schienengewichten je nach Strecke. Für den in der Bedeutung stark zurückgegangenen Personenverkehr (in 3 Klassen) benutzt sie verschiedene Strecken, die (mit Ausnahme der Anschlussbahnen Voi-Taveta und Kisumu-Butere) allesamt von Nairobi ausgehen:
- Nairobi – Mombasa
- Nairobi – Kisumu
- Nairobi – Nanyuki
- Nairobi – Kampala (Uganda) – derzeit nur Güterverkehr, der neue Hauptbahnhof von Kampala ging nach Sanierung erneut für den Personenverkehr in Betrieb, jedoch verkehren derzeit nur Commuter Trains ins Umland von Kampala, jedoch keine internationalen Fernzüge.

Generell werden Dieselloks verwendet; ein renovierter Dampfzug fährt jeden zweiten Samstag im Monat als touristische Tagesexkursion von Nairobi nach Naivasha (Rückfahrt zumeist mit Dieselbespannung). Eine weitere Dampflokomotive wird derzeit von Privatpersonen restauriert und soll zukünftig für Filmaufnahmen zur Verfügung stehen; diese Lokomotive wurde zuletzt im Jahr 1986 bei den Dreharbeiten zu Jenseits von Afrika verwendet.
Die KR wurde lange unter einem uneffizienten Management, einem aufgeblähten Personalbestand und zu lange defizitären Geschäftsfeldern betrieben. Daher gab es Pläne der Privatisierung und Revitalisierung ähnlich die der Tanzania Railways. Im Jahr 2005 gewann das Rift Valley Railways Consortium (RVRC) aus Südafrika die Konzessions-Ausschreibungen zum Betrieb der KR und Uganda Railways. RVRC sollte zum 1. August 2006 den Betrieb aufnehmen und größere Investitionen vornehmen, die auch mit einer Verringerung der Belegschaft verbunden gewesen wären. Am 28. Juli 2006 berichtete die Tageszeitung East African Standard, dass die Übernahme zum 1. November 2006 verschoben wäre. Die Übernahme des operativen Geschäfts fand dann schließlich im November statt und war auf 25 Jahre festgeschrieben. 2017 kündigte Kenya Railways den Vertrag mit RVRC wegen Ineffektivität und fehlender Zahlungen vorzeitig, so dass die KRC seither den Betrieb erneut wahrnimmt.
Neubaustrecke Nairobi–Mombasa:

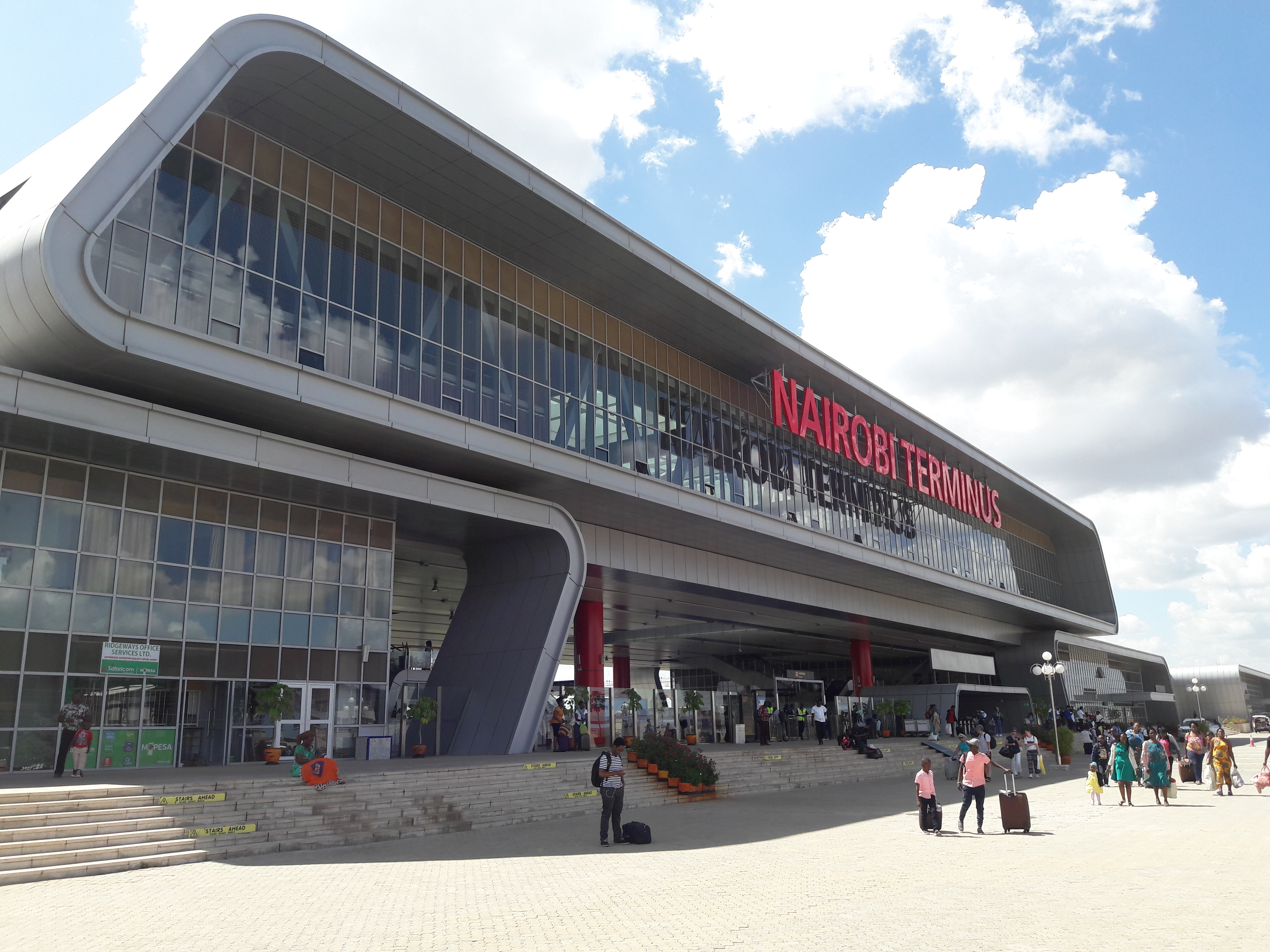
Nairobi Terminus, Bahnhof der neuen Normalspurbahn in Nairobi.

Mit Hilfe von Geldern und Technologien der Volksrepublik China durch die China Road and Bridge Corporation (CRBC) baute Kenia für umgerechnet rund 2,8 Milliarden Euro zwischen 2013 und 2017 die neue normalspurige Eisenbahnstrecke Standard Gauge Railway (SGR) zwischen der Hafenstadt Mombasa und der Hauptstadt Nairobi im Landesinneren. Die neue Strecke ist 472 km lang, eingleisig, und verläuft größtenteils parallel zur Altbaustrecke und zum Highway A109. Die Höchstgeschwindigkeit für Reisezüge liegt bei 120 km/h, dies verkürzt die Reisezeit zwischen den beiden Städten von zwölf Stunden auf vier. Die Jungfernfahrt des Madaraka Express auf der Strecke erfolgte am 2. Juni 2017.
Geplant ist, die Strecke weiter nach Westen bis Kampala in Uganda zu verlängern. Von dort gibt es Pläne für weitere Strecken nach Norden bis nach Juba im Südsudan und nach Süden über Kigali, Ruanda bis nach Bujumbura in Burundi.
Luftverkehr
Des Weiteren befindet sich im Südosten Nairobis der Flughafen Jomo Kenyatta International, welcher der größte und verkehrsreichste Flughafen in Ost- und Zentralafrika ist. Am südwestlichen Stadtrand befindet sich der Flughafen Nairobi Wilson International, welcher hauptsächlich für die Allgemeine Luftfahrt genutzt wird.

### Bildung
In Nairobi gibt es die University of Nairobi (UoN), die Kenyatta University, das Jomo Kenyatta University of Agriculture and Technology (JKUAT) (eröffnet 1956), ein Polytechnikum (eröffnet 1961), die Katholische Universität von Ostafrika sowie zahlreiche weitere staatliche und private Universitäten und mehrere Forschungsinstitute, wodurch es auch als die „Bildungshauptstadt“ des Landes bezeichnet wird.
Die UoN wird vom Deutschen Akademischen Austauschdienst (DAAD) als eine der besten Universitäten Afrikas südlich der Sahara (außer Südafrika) eingestuft. Verschiedene internationale Forschungseinrichtungen finden sich hier, so das renommierte International Centre for Insect Physiology and Ecology (ICIPE).

## Söhne und Töchter der Stadt
- Gurner Robert Cunningham van Someren (1913–1997), Ornithologe und Botaniker
- Margaret Wambui Kenyatta (1928–2017), Lehrerin und Politikerin, Bürgermeisterin der Stadt Nairobi
- Lavy Pinto (1929–2020), indischer Sprinter
- Roger Whittaker (1936–2023), britischer Sänger und Liedermacher
- Tejparkash Singh Brar (1937–2012), Hockeyspieler
- Richard Dawkins (* 1941), britischer Ethologe und Evolutionsbiologe
- Richard Leakey (1944–2022), Paläoanthropologe
- Peter Gerald Hain, Baron Hain (* 1950), britischer Politiker
- Anthony Pascal Rebello (1950–2024), römisch-katholischer Bischof von Francistown in Botswana
- Shafique Keshavjee (* 1955), Theologe und Hochschullehrer
- Kiran Shah (* 1956), Filmschauspieler und Stuntman
- J. P. R. Ochieng'-Odero (Jimi Patt Roberts; * 1957), Biologe und Dramatiker
- Malik Obama (* 1958), Unternehmer und Politiker
- Nick Carter (* 1959), britischer General, militärischer Oberbefehlshaber der Armee
- Isaiah Nengo (1961–2022), Paläoanthropologe
- Paula Kahumbu (* 1966), Ökologin, Aktivistin und Autorin
- Thomas P. G. Cholmondeley (1968–2016), britischer Adliger
- Wangechi Mutu (* 1972), Künstlerin
- Catherine Ndereba (* 1972), Marathonläuferin und Olympionikin
- Simon Shaw (* 1973), englischer Rugby-Union-Nationalspieler
- Sharon Laws (1974–2017), britische Radrennfahrerin
- Attiya Waris (* 1974), Steuerrechtsexpertin und Politologin
- Peter Munguti Makau (* 1975), römisch-katholischer Bischof von Isiolo
- Ingrid Mwangi (* 1975), Multimediakünstlerin
- Henry Juma Odonya (* 1976), römisch-katholischer Bischof von Kitale
- Dodo (* 1977), Schweizer Reggae- und Raggasänger
- Mercy Apondi Obiero (* 1978), Gewichtheberin
- Wanuri Kahiu (* 1980), Filmregisseurin
- George Owino (* 1981), Fußballspieler
- Peter Mungai Warui (* 1981), Boxer im Halbfliegengewicht
- Dennis Moronge (* 1982), Skilangläufer, in Nairobi aufgewachsen
- Michael Armitage (* 1984), Maler
- Chris Froome (* 1985), britischer Radrennfahrer
- Dennis Oliech (* 1985), Fußballspieler
- Kévin Oliech (1986–2020), Fußballspieler
- McDonald Mariga (* 1987), Fußballspieler
- Kevin Kimani (* 1989), Fußballspieler
- Victor Wanyama (* 1991), Fußballspieler
- Meryem Akdağ (* 1992), türkische Leichtathletin
- Ayub Masika (* 1992), kenianisch-belgischer Fußballspieler
- Michael Olunga (* 1994), Fußballspieler
- Eric Johana Omondi (* 1994), Fußballspieler
- Ferdinand Omanyala (* 1996), Sprinter
- Thomas Deng (* 1997), australisch-südsudanesischer Fußballspieler
- Celeste O’Connor (* 1998), Schauspielerin
- Francois Prinsloo (* 2001), südafrikanischer Diskuswerfer
- Timothy Ouma (* 2004), Fußballspieler